# Lotta Bromé
Charlotta Elisabet (Lotta) Bromé, född 18 december 1964 i Skövde, Skaraborgs län, är en svensk programledare i radio och TV. Hon har varit julvärd i SVT och vunnit i tv-programmet På spåret, men är mest känd som programledare i Sveriges Radio. Från maj 2022 är hon programledare i Mix Megapol.

## Biografi

### Tidiga år
Lotta Bromé växte upp i Skultorp utanför Skövde, där hon som tvååring började medverka i olika inspelningar gjorda med familjens bandspelare. Hon åkte som tioåring runt och spelade piano på ålderdomshem; hennes mor var framgångsrik i lokalrevyerna i Skara och hennes syster sjöng i ett jazzband. Bromé har senare haft popband tillsammans med Anna-Lena Brundin och skrivit låttexter åt bland andra Shirley Clamp.
Under sin ungdomstid arbetade Bromé som au pair i Kanada, auktionsutropare, telefonförsäljare i oljebranschen samt arbetade på fritids- och ålderdomshem. Från 1989 arbetade hon heltid inom mediebranschen.

### Radio och TV
Bromé inledde sin radiokarriär som 15-åring, efter att ha ringt upp lokalradion och klagat på bristen på bra ungdomsprogram. Resultatet blev att tonåringen fick chansen att leda 45 minuter ungdomsradio i veckan för Radio Skaraborg. Debut i rikstäckande radio blev det skärtorsdagen 1984, då hon presenterade ett program om häxor.
Senare blev hon allt mer aktiv som medarbetare i Sveriges Radio, och hon kom med tiden att utmärka sig som "hon med Rösten". Där var hon bland annat 1987–1989 en av programledarna för På gränsen, ett P3-program med sexualitet och relationer som tema; delar av brevskörden från lyssnarna kom även ut som bok.
1989 slog hon igenom för den breda publiken via Sommartoppen, vilket följdes av Klang & Co. Den sportintresserade Bromé arbetade länge även som programledare på Radiosporten, där hon fungerade som tyckare och panelmedlem. Under ett halvårs tid sände hon det lokala morgonprogrammet i P5 Radio Stockholm.
Åren 2001 till 2003 var Bromé förknippad med P4-programmet Efter tre, som under hennes tid utannonserades som "Efter tre – med Lotta Bromé". Därefter var hon inblandad i utvecklandet av efterföljaren P4 extra, där hon var huvudsaklig programledare mellan 2008 och 2017. Bromé gjorde i P4 extra våren 2008 den sista längre intervjun med Alice Babs.
Lotta Bromé började i mitten av 1990-talet även synas i TV. Hon har i TV deltagit i olika lekprogram som Prat i kvadrat och På spåret. Det sistnämnda programmet vann hon 1998 med återkommande "parhästen" Carl Jan Granqvist. Hon har även fungerat som sporttyckare och panelmedlem i SVT:s Gomorron Sverige.
Hösten 2003 var Bromé programledare för Söndagsöppet. Samma höst utsågs hon till SVT:s julvärd, som den första efter Arne Weises trettioåriga värv.

### #metoo
I spåren av #metoo-kampanjen inledde Sveriges Radio en internutredning av Bromé efter anklagelser om sexuella trakasserier och maktmissbruk. Detta ledde till att hon i november 2017 lämnade företaget och arbetet som programledare för P4 extra, som hon varit med om att starta tio år tidigare.
Bromé tillbakavisade de anonyma och enligt henne grundlösa anklagelserna och gjorde flera anmälningar mot "uthängningar" i olika medier. Dessa resulterade i fällningar av Expressen i Pressens Opinionsnämnd och av SVT i Granskningsnämnden.

### Senare år
Efter avslutet hos Sveriges Radio hördes Bromé bland annat i podden Brevé Bromé. Hon arbetade en tid som lärare och hördes även i lokalradiokanalen Pop & Rock i Umeå.
Bromé började våren 2022 på Mix Megapol, där hon i slutet av maj 2022 hade premiär med programmet Halv tre med Lotta Bromé. Senare har hon programlett Lotta Bromé på Mix Megapol, med starttid 16:00.
Sedan 4 Augusti 2025 sänder hon programmet Livesport på radiokanalen Sportsnack Sverige. 

## Familj
Lotta Bromé har en dotter, född 2006.

## Verk

### Filmografi
- 2006 – Desmond & träskpatraskfällan
- 2009 – Metropia

## Priser och utmärkelser
- 1992 – Expressens Stora Radiopris
- 2001 – Filipstads ambassadör [23]
- 2001 – Årets Skultorpare
- 2004 – Årets tv-personlighet, QX-galan.[5]
- 2008–2015 (åtta år i rad) – Årets mest populära (kvinnliga) programledare, Stora Radiopriset[24][25][26]